# Província de Teheran
La província de Teheran (persa: استان تهران) és una de les 30 Províncies de l'Iran, té més de 12 milions d'habitants i és la província més densament poblada de l'Iran. Té una extensió de prop de 18.637 km² i es troba al nord de l'altiplà central iranià.
La província de Teheran limita amb les províncies de Mazanderan al nord, Qom al sud, Semnan a l'est i Qazvin a l'oest. La ciutat de Teheran és la capital tant de la província com del país, sent el districte central de la província. Altres districtes són: Shemiranat, Rei, Islam Shahr, la ciutat de Ray, karaý, Ŷaŷrud, Lar, i Rud Shur. La província va aconseguir la seva importància quan Teheran va substituir, com a capital, a Ghajar a 1778 amb la dinastia Kayar. Avui dia (2004) Teheran es troba entre les 20 ciutats més grans del món.

## Geografia

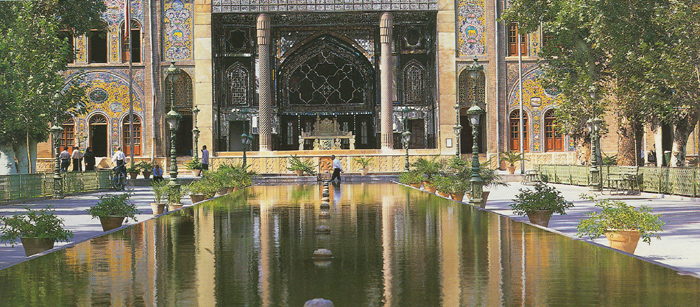
Teheran ha estat la capital de l'Iran des de 1778.

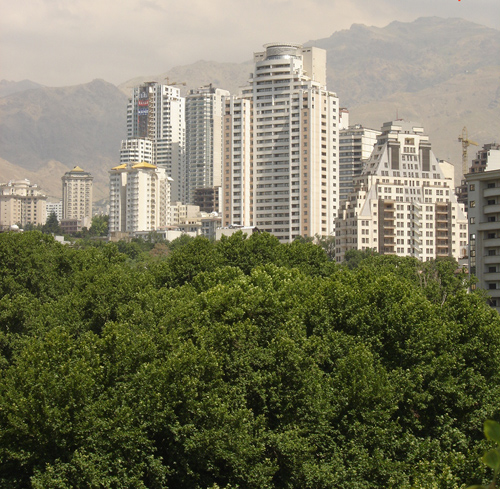
L'elevada cadena muntanyenca Elburz a Teheran s'aixeca per damunt dels moderns gratacels del districte d'Elahiyeh.

La província de Teheran té més de 14 milions d'habitants i és la regió més densament poblada de l'Iran. Aproximadament un 84,15% resideix en àrees urbanes i un 15,85% en àrees rurals de la província.
El punt més alt de la província és la muntanya Damavand, que arriba als 5.678 msnm; el punt més baix de la província són les planes de Varamin, 790 msnm.
Els rius més llargs d'aquesta província són el riu Karaj i el riu Jajrud.
Les serralades com els Elburz cobreixen el nord: Savad Kuh i Firuz Kuh es troben al nord-est; Lavasanat, Qarah DAQ, Shemiranat, Hassan Abad i muntanyes Namak es troben a les zones meridionals; Bibi Shahr Banu i Alqadr es troben al sud-est i els alts de Qasr-e-Firuzeh es troben a la part est de la província.
Parlant des d'un punt de vista mediambiental, el clima de la província de Teheran a les zones meridionals és càlid i sec, però en les rodalies de les muntanyes és fred i semi-humit, i a les regions més altes és fred amb llargs hiverns. Els mesos més càlids de l'any són des de mitjans de juliol a mitjans de setembre, quan les temperatures van des dels 28º als 30º i els mesos més freds són d'1 °C al voltant de desembre-gener, però en certes èpoques a l'hivern pot ser de 15 °C sota zero. La ciutat de Teheran té hiverns moderats i estius càlids. La pluviositat mitjana anual és d'aproximadament 200 mm, sent el màxim durant l'estació hivernal.

## Història

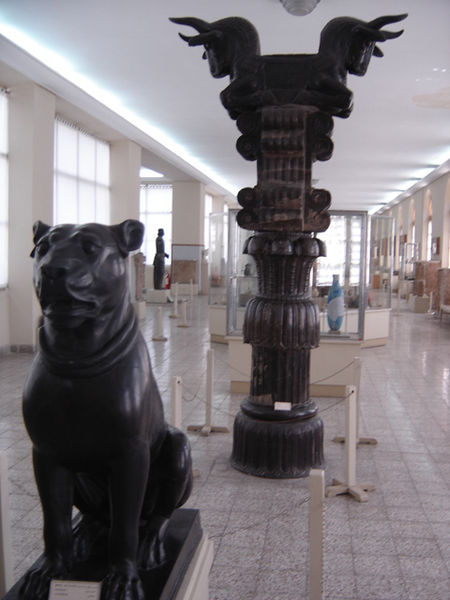
La col·lecció aquemènida del Museu Nacional de l'Iran a Teheran.

La província de Teheran té diversos jaciments arqueològics que indiquen assentaments que es remunten a fa diversos milers d'anys. Fins fa tres-cents anys, Rayy era la més destacada de les ciutats de la província. Tanmateix, la ciutat de Teheran va créixer fins a convertir-se en la ciutat més gran i capital de l'Iran per a l'any 1778, i des de llavors ha estat el nucli comercial, econòmic, cultural i polític de l'Iran.
Teheran té més de 1.500 punts històrics de significat cultural registrat a l'Organització del Patrimoni Cultural de l'Iran. El més antic d'aquests en la província de Teheran són les restes de dos jaciments al districte de Firuzkuh que es remunten al IV mil·lenni a. C.

## Divisions
- Districtes:

| 1. Districte de Damavand 2. Districte de Eslamshahr 3. Districte de Firuzkuh 4. Districte de Karaj 5. Districte de Nazarabad 6. Districte de Pakdasht 7. Districte de Ray | 1. Districte de Robat Karim 2. Districte de Savojbolagh 3. Districte de Shahriar 4. Districte de Shemiranat 5. Districte de Tehran 6. Districte de Varamin |  |

- Municipis: Absard, Andishe, Baghershahr, Baghestan, Boumehen, Chahardangeh, Damavand, Eshtehard, Eslamshahr, Ferdowsieh, Firouzkouh, Garmdarreh, Gharchak, Ghods, Golestan, Shahriar, Hashtgerd, Nueva Ciudad de Hashtgerd, Javadabad, Hassan Abad, Kahrizak, Kamalshahr, Karaj, Kilan, Lavasan, Mahdasht, Malard, Meshkindasht, Mohammadshahr, Nasimshahr, Nazarbad, Owshan Fasham Meygoun, Pakdasht, Pardis, Pishva, Robat Karim, Roudehen, Sabasharh, Safadasht, Shahedshahr, Shahriar, Sharifabad, Teheran, Vahidieh, Varamin,

## La província de Teheran avui
Teheran és el centre comercial de l'Iran. La província de Teheran té al voltant de 17.000 unitats industrials que donen feina a 390.000 persones, el 26% de totes les unitats de l'Iran. La província conté un 30% de l'economia de l'Iran i comprèn el 40% del mercat consumidor iranià. Té tres pantans anomenats Latiyan, Lar i Amir Kabir així com dos llacs naturals, proporcionant aigua per Teheran i la seva província. Conté 170 mines, sobre 330 quilòmetres quadrats de boscos i més de 12.800 km² de pastures.
En general, en tot l'any, regions com les vessants meridionals de les muntanyes Elburz, especialment a les muntanyes, valls i rius i llacs artificials formats després de les grans preses d'Amir Kabir, Latiyan i Lar juntament amb els llacs naturals de Jaban i Tarr proporcionen considerable recreació per a la província.
Més encara, a causa de l'excessiva neu a les àrees septentrionals de la província durant la temporada hivernal, els Elburz formen un excel·lent ambient per a esports d'hivern com l'esquí. Dizin, Shemshak i Tochal són les estacions d'esquí més populars.

### Parcs i altres atraccions
- Darband (sender)
- Parc Chitgar
- Parc Mellat
- Parc Laleh
- Parc Jamshidieh
- Parc Niavaran
- Parc Sa'ei
- Parc Shatranj
- Tangeh Savashi
- Parc de Policia
- Senda Darabad
- Senda Darakeh
- Parc Jahan-e Kudak
- Complex Esportiu Azadi

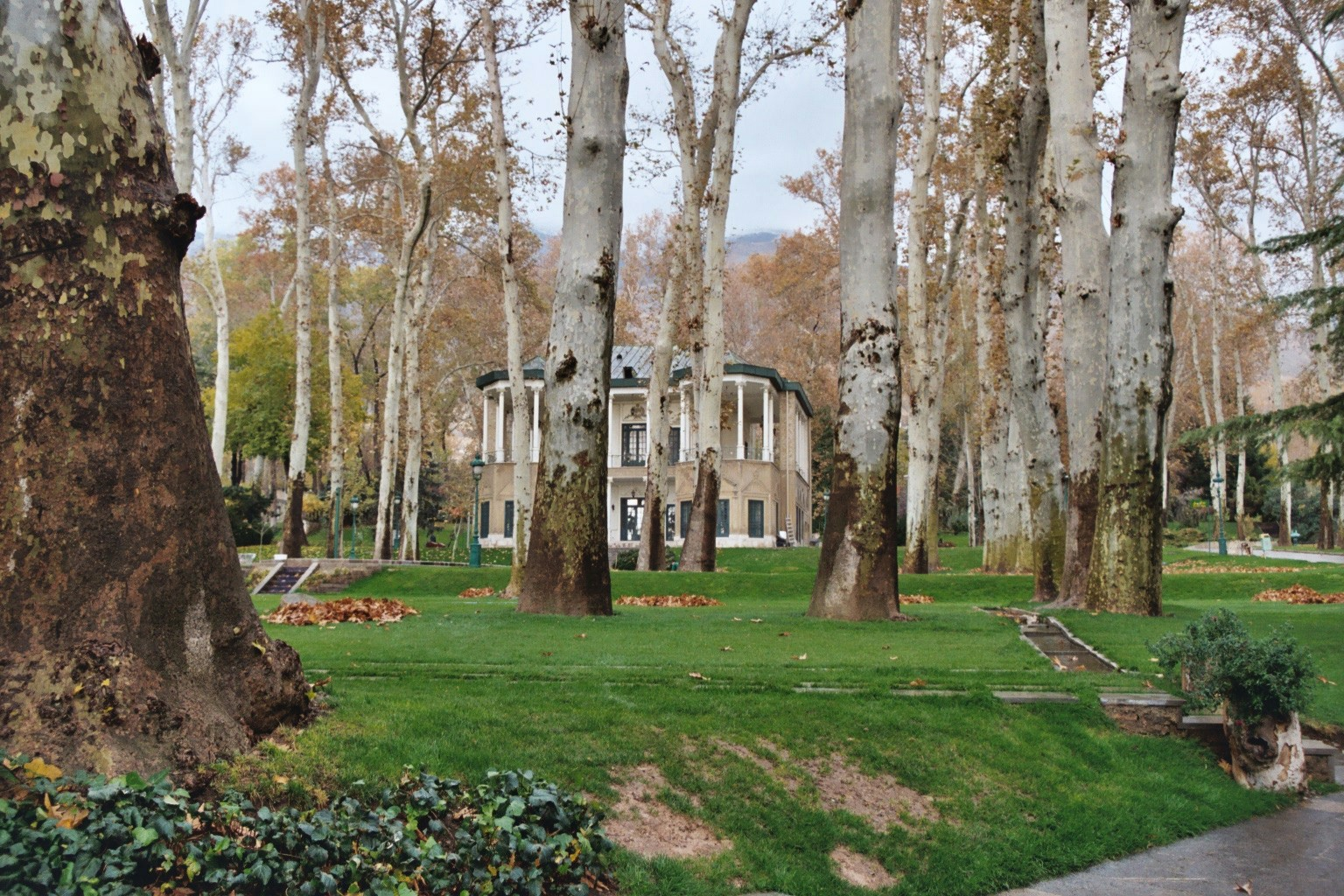
Palau i jardins de Niavaran

- Complex Esportiu i camp de golf Enghelab
- Diverses coves, fonts i cascades fora de Teheran.
- Llac Latyan
- Parc forestal Lavizan
- Parc forestal Vard-Avard
- Parc Nacional Khajeer
- Parc Nacional Kaveer
- Llac Tar
- Llac Amir Kabir
- Hàbitat Natural protegit de Lar
- Hàbitat Natural protegit de Varjeen

## Centres religiosos

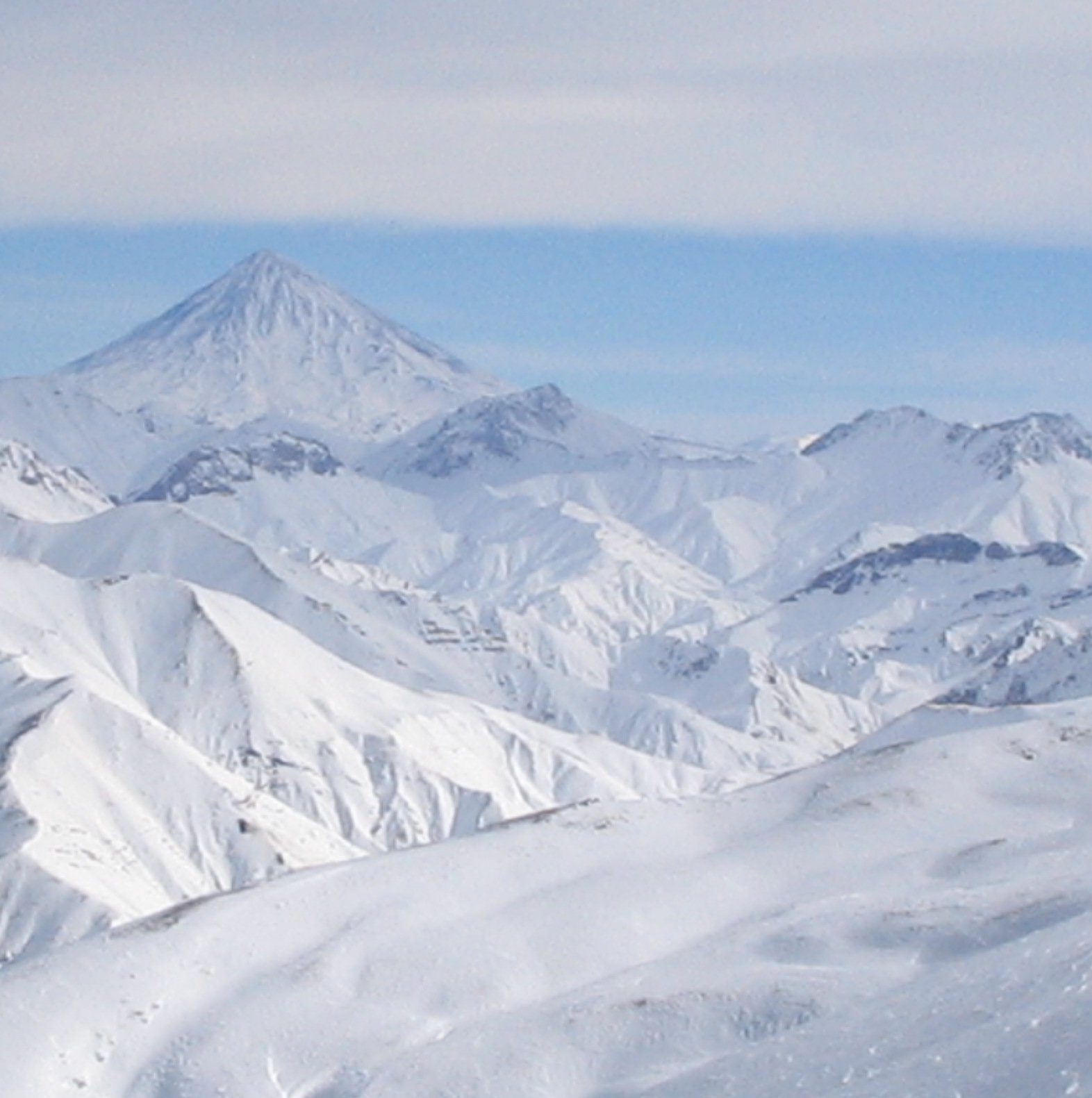
Vista del mont Damavand des de l'estació de esquí de Dizin.

### Mesquites, santuaris, mausoleus i tombes
- Mesquita Soltani, construïda per Fath Ali Sah Kayar
- Mesquita Atiq, construïda en 1663.
- Mesquita Mo'ezz o-dowleh, construïda per Fath Ali Sah Kayar
- Mesquita Haj Seyd Azizollah, construïda per Fath Ali Sah Kayar
- Mesquita Al-javad, la primera mesquita de disseny modernista de l'Iran
- L'antiga mesquita de Sepahsalar, una altra destacada mesquita de l'època Kayar
- La nova mesquita de Sepahsalar (Madreseh i Motahari)
- Mesquita Filsuf o-dowleh, època Kayar
- Mesquita Moshir ol-Saltaneh, època Kayar
- Mesquita Mo'ayyer ol-Mamalik, època Kayar
- Mausoleu de Shahr Banu
- Mausoleu Javan-mard Qassab, un heroi preislàmic semimític
- Dotzenes de santuaris d'Imam-Zadeh, amb centenars d'anys d'antiguitat, inclòs el d'Imam Zadeh Saleh.
- Dotzenes de Saqao Khanehs: tradicionals llocs d'oració
- Diversos Tekyehs: tradicionals llocs per a cerimònies Muharram de dol per Husayn ibn Ali.
- Cementiri Ibn Babviyeh, on estan enterrats molts grans iranians, entre ells Tajti i Ali Akbar Dehjoda
- Cementiri de Zahiroddoulé, on estan enterrades figures de l'art i la cultura com Irach Mirzà, Mohammad Taqi Bahar, Forugh Farrokhzad, Abolhasan Saba, Ruhollah Jaleghi i Darvish-khan
- Tomba Kordan, seljúcida, Karakh.
- Tomba Maydanak, segle xiii, Karakh
- Cementiri polonès al nord de Teheran, on estan enterrats molts soldats aliats occidentals

### Esglésies
- Església Surep Georg, 1790
- Església Thaddeus Bartoqimus, 1808
- Església Tatavus, de l'era Kayar
- Església Enjili, 1867
- Església assíria

### Col·legis i universitats

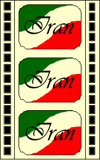
Cliqueu aquí per a un videoclip sobre la Universitat de Teheran.

Principals universitats de la província de Teheran:
- # Universitat Allameh Tabatabaii
- # Universitat de Tecnologia Amirkabir (Politècnic de Teheran) (website Arxivat 2005-08-01 a Wayback Machine.)
- # Universitat alZahra (website Arxivat 2014-03-26 a Wayback Machine.)
- # Col·legi Tècnic Shamsipour (website Arxivat 2015-09-03 at the Library of Congress)
- # Universitat de Ciències Mèdiques Baqiyatallah
- # Institut Farabi d'Educació Superior Virtual Arxivat 2006-03-09 a Wayback Machine.
- # Universitat de l'Iran de Ciències i Tecnologia (IUST) (lloc web)
- # Universitat Imam Hossein Arxivat 2005-10-31 a Wayback Machine.
- # Universitat Imam Sadeq (ISU)
- # Universitat de l'Iran de Ciències Mèdiques
- # Universitat de Tecnologia K.N.Toosi
- # Universitat Shahed Arxivat 2017-09-25 a Wayback Machine.
- # Universitat Shahid Beheshti (lloc web Arxivat 2016-09-16 a Wayback Machine.)
- # Universitat de Tecnologia Sharif (lloc web Arxivat 2007-01-17 a Wayback Machine.)
- # Universitat Tarbiat Modarrés (Universitat de Formació del professorat) (lloc web) Arxivat 2017-11-13 a Wayback Machine.
- # Universitat de Teheran de Ciències Mèdiques
- # Universitat Tarbiat Moaalem
- # Universitat d'Arts Arxivat 2017-10-28 a Wayback Machine.
- # Universitat de Benestar Social i Ciències de Rehabilitació
- # Universitat de Teheran (lloc web) Arxivat 2009-07-07 a Wayback Machine.
- # Universitat Islàmica Azad de Teheran-Ciència i Investigació Arxivat 2006-11-17 a Wayback Machine.
- # Universitat Islàmica Azad de Varamin Arxivat 2008-12-04 a Wayback Machine.
- # Universitat Islàmica Azad d'Islamshahr
- # Universitat Islàmica Azad de Karaj Arxivat 2016-06-11 a Wayback Machine.
- # Universitat Islàmica Azad de Damavand
- # Universitat Islàmica Azad de Rudehen
- # Universitat Islàmica Azad de Teheran-Ciències Mèdiques Arxivat 2012-10-01 a Wayback Machine.
- # Universitat Islàmica Azad de Teheran-Nord Arxivat 2002-11-28 a Wayback Machine.
- # Universitat Islàmica Azad de Teheran-Sud
- # Universitat Islàmica Azad de Teheran-Central Arxivat 2016-07-25 a Wayback Machine.
- # Universitat Islàmica Azad de Teheran-Regió 1 Arxivat 2005-03-07 a Wayback Machine.
- # Universitat de Ciències Mèdiques Shahid Beheshti (lloc web)[Enllaç no actiu]
- # Universitat de Emam Reza[Enllaç no actiu]
- # Institut per a Estudis en Física Teòrica i Matemàtiques  '(IPM)'  (lloc web)
- # Col·legi Hadith de Teheran Arxivat 2005-03-08 a Wayback Machine.
- # Universitat Imam Ali per oficials de l'exèrcit
- # Universitat Integral de Tecnologia Arxivat 2005-03-03 a Wayback Machine.
- # Universitat de Teheran de Ciències aplicades i tecnologia Arxivat 2009-02-05 a Wayback Machine.
- # Col·legi de Teheran de Medi Ambient Arxivat 2018-04-08 a Wayback Machine.
- # Universitat Bagher Aloloum
- # Universitat Internacional de l'Iran
- # Col·legi de l'Iran de Telecomunicacions Arxivat 2017-01-17 a Wayback Machine.
- # Universitat Mèdica per l'Exèrcit de la República Islàmica de l'Iran
- # Naja Universitat de Policia
- # Escola d'Afers Econòmics (SEA)
- # Escola de Relacions Internacionals
- # Universitat Shahed de Ciències Mèdiques
- # Universitat Shahid Sattari d'Enginyeria Aeronàutica
- # Universitat de Sectes Islàmiques
- # Institut de Recerca de la indústria del petroli
- # Institut Petroquímic i de Polímers de l'Iran Arxivat 2017-09-21 a Wayback Machine.
- # Institut de Tecnologia d'Energia i Aigua (PWIT) Arxivat 2006-04-27 a Wayback Machine. (lloc web Arxivat 2006-04-27 a Wayback Machine.)
- # Universitat Payame Nur (lloc web)